# Верони Страшников
Верони Спасов Страшников (роден на 10 септември 1961 г.) е български футболист, полузащитник. Играл е за Черно море (Варна), Спартак (Варна) и Светкавица (Търговище).

## Биография
Юноша на Черно море (Варна), Страшников дебютира за първия отбор на 19-годишна възраст през сезон 1980/81. Играе за „моряците“ в продължение на 7 сезона. Записва общо в първенството 156 мача с 13 гола – 123 мача със 7 гола в А група и 33 мача с 6 гола в Б група. С Черно море достига до финал за Купата на Съветската армия през 1984/85.
През 1987 г. Страшников преминава в градския противник Спартак (Варна). През сезон 1987/88 изиграва 12 мача за „соколите“ в елитното първенство.
През 1988 г. преминава в отбора на Светкавица (Търговище), който тогава участва в Североизточната В група. Още в първия си сезон там помага на тима да спечели промоция за втория ешелон. През сезон 1989/90 записва за Светкавица 38 мача с 5 гола в Б група, а през 1990/91 участва в 19 мача и вкарва 1 гол.